# Hrabstwo Bandera

Piramida wieku hrabstwa

Hrabstwo Bandera – hrabstwo położone w USA, w stanie Teksas, na Płaskowyżu Edwardsa. Utworzone w 1856 r. Siedzibą hrabstwa jest miasto Bandera. Według spisu z 2020 roku liczyło 20,9 tys. mieszkańców, w tym 76,7% stanowili biali niebędący Latynosami i 19,8% było Latynosami.
W latach 80. XX wieku Baxter Adams, były geolog naftowy, wprowadził komercyjną uprawę jabłek na swoim Love Creek Ranch, a następnie obszar wokół Mediny stał się ważnym regionem uprawy jabłek, z ponad 30 tysiącami buszli zbieranych rocznie, pod koniec lat osiemdziesiątych. 

## Sąsiednie hrabstwa
- Hrabstwo Kerr (północ)
- Hrabstwo Kendall (północny wschód)
- Hrabstwo Bexar (południowy wschód)
- Hrabstwo Medina (południe)
- Hrabstwo Uvalde (południowy zachód)
- Hrabstwo Real (zachód)

## Miasta
- Bandera

## CDP
- Lakehills
- Lake Medina Shores